# منتزعة الكبريت المراكشينية
منتزعة الكبريت المراكشينية (الاسم العلمي: Desulfovibrio marrakechensis) هي نوع من البكتيريا، سلبية الغرام، تتبع جنس منتزعة الكبريت.